# مطار هينغيانغ بايجيالينغ
مطار هينغيانغ بايجيالينغ (بالإنجليزية: Hengyang Bajialing Airport)‏ و(بالصينية: 衡阳八甲岭机场) (إياتا: HNY، إيكاو: ZGHY) مطار عسكري/عام (defunct) يقع بمدينة هنغيانغ في هونان في الصين. يبلغ طول المدرج 1575 م .

## وصلات خارجية
- http://www.flightstats.com/go/Airport/airportDetails.do?airportCode=HNY